# 赵承绶

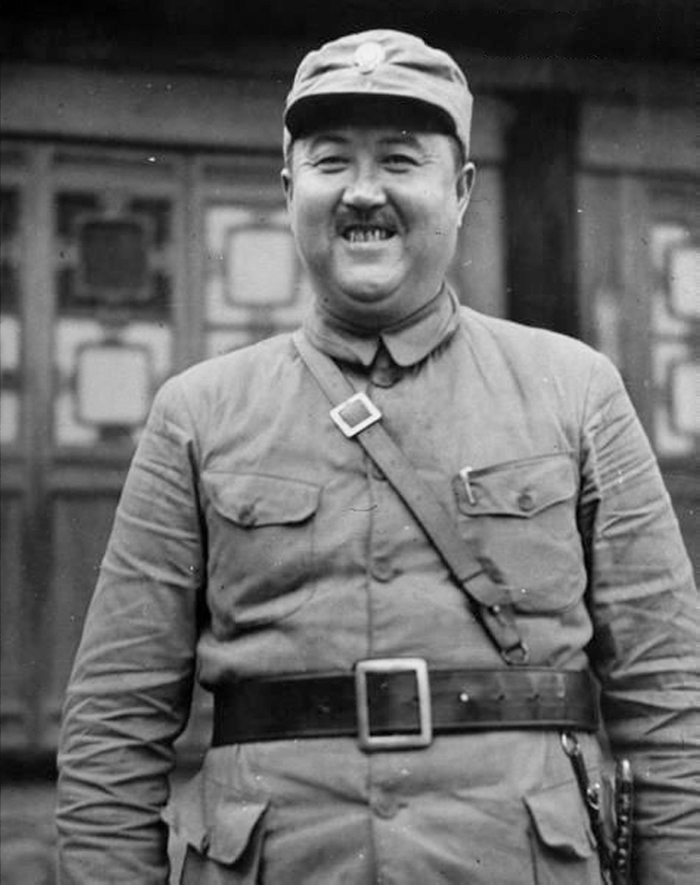
1940年的赵承绶

赵承绶（1891年—1966年10月1日），字印甫，山西五台县槐阴村人。中国革命家，军事人物。

## 生平

### 辛亥革命
1908年，赵承绶考入太原陆军小学堂。继而，他升入清河陆军中学堂。
辛亥革命山西新军发动起义之后，他回到山西省参加忻代宁公团（团长续桐溪），任教练官。同年11月间，忻代宁公团两千人经繁峙县出茹越口攻打大同。赵承绶率左翼游击队作为前锋，进至怀仁县时得知大同的同盟会已举行起义，清朝总兵王得胜已率部撤退，忻代宁公团遂开进大同。同日，清朝驻宣化、张家口的淮军郭殿邦部、毅军陈希义部两千人增援大同，围攻大同城。忻代宁公团和大同的起义军坚守大同四十多天，直到南北议和成功后，忻代宁公团方依照协议撤到雁门关以南，赵承绶率左翼游击队殿后。
1912年，忻代宁公团解散，赵承绶重入清河陆军第一预备学校学习。毕业后，他升入保定陆军军官学校第五期骑科。1928年，他被阎锡山任用为骑兵司令，此后任该职10年。

### 抗日战争
1936年，他被南京国民政府授陆军中将军衔。同年11月15日，在红格尔图战役中，日军及王英的大汉义军进攻红格尔图，驻守红格尔图的赵承绶所部骑兵部队坚守阵地，战斗持续两日，日军及王英部未能突破。达密凌苏隆部及易世芳的地方保安团配合赵承绶所部战斗。11月16日，赵承绶和傅作义到集宁前线指挥部队，突袭敌后，遂击溃来犯之敌，取得了红格尔图战役的胜利。此后，赵承绶帮助傅作义策划百灵庙战斗并获胜。1937年3月9日，行政院決議，嘉獎绥远抗战將領，騎兵司令赵承绶获颁二等宝鼎勋章:5381。
1937年7月抗日战争全面爆发。赵承绶部改编为骑兵第一军，赵承绶任军长，率军攻击热河省林西县，攻克察哈尔省北部的商都县、化德县南壕堑（属张北县）等地。赵承绶部正在继续扩大战果之时，因右翼平绥线战斗失利，遂被迫转移，在1938年初退回晋西北。赵承绶的司令部先后驻在宁武县坝上，静乐县南关等地。此前，八路军已经进驻岢岚县、五寨县、岚县一带。当时国共合作，八路军120师在晋西北的部队隶属赵承绶军长统一指挥，120师师长贺龙曾亲自到宁武县坝上拜见赵承绶來源請求}}。此后，赵承绶多次同120师配合作战，在宁武县、轩岗镇、神池县、五寨县等地的八角堡战斗、利民堡战斗、三井战斗、义井战斗等战斗中获胜。

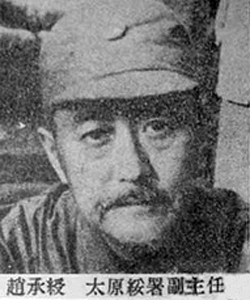

1939年，赵承绶升为国军第七集团军总司令兼山西省政府第二行署主任。在从陕西省宜川县秋林镇第二战区司令长官司令部驻地返回晋西北时，赵承绶经过陕北，借住在延安以东附近的一山村内來。中共中央得知后，派人把赵承绶接到延安，并举办了欢迎会。

### 国共内战
1946年，第二次国共内战全面爆发。阎锡山任命赵承绶为太原绥靖公署野战军总司令。1948年5月，华北野战军第一兵团进攻晋中。同年7月，赵承绶向华北野战军投降。此后，他曾动员阎锡山部第七十一师以及第八总队投降。
中华人民共和国成立后，他曾任中华人民共和国水利电力部参事室参事，山西省政协委员。
1966年10月1日，赵承绶在北京病逝。

## 艺术形象
2010年中国大陆电视剧《鐵梨花》的男主角赵元庚（巍子饰）的原型为赵承绶。